# Rock ’n’ Roll Train
Rock ’n’ Roll Train ist ein Lied der australischen Hard-Rock-Band AC/DC aus dem Jahr 2008.

## Entstehung und Veröffentlichung
Das Lied wurde von den AC/DC-Mitgliedern Angus Young und Malcolm Young getextet und komponiert. Der ursprüngliche Arbeitstitel zu Rock ’n’ Roll Train lautete „Runaway Train“. Für die Produktion zeichnete Brendan O’Brien verantwortlich.
Die Erstveröffentlichung von Rock ’n’ Roll Train erfolgte als Teil von AC/DCs 15. Studioalbum Black Ice am 17. Oktober 2008 bei Columbia Records. Am 25. November 2008 erschien das Lied als erste Singleauskopplung aus dem Album. Diese erschien als 7″-Single mit der B-Seite War Machine.

## Kommerzieller Erfolg

### Chartplatzierungen
| ChartsChartplatzierungen            | Höchstplatzierung | Wochen |
| ----------------------------------- | ----------------- | ------ |
| Vereinigte Staaten (Billboard Rock) | 1 (25 Wo.)        | 25     |

### Auszeichnungen für Musikverkäufe
| Land/Region     | Auszeichnungen für Musikverkäufe (Land/Region, Auszeichnung, Verkäufe) | Verkäufe |
| --------------- | ---------------------------------------------------------------------- | -------- |
| Brasilien (PMB) | Platin                                                                 | 60.000   |
| Kanada (MC)     | Platin                                                                 | 80.000   |
| Insgesamt       | 2× Platin ·                                                            | 140.000  |

Hauptartikel: AC/DC/Auszeichnungen für Musikverkäufe